# 1318 Nerina
1318 Nerina (1934 FG) là một tiểu hành tinh vành đai chính được phát hiện ngày 24 tháng 3 năm 1934 bởi C. Jackson ở Johannesburg (UO).